# Athertonia
- Commons
- Wikispecies

Athertonia é um género botânico pertencente à família Proteaceae.